# Piotr Iwanicki
Piotr Iwanicki (ur. 15 maja 1984) – polski tancerz, wielokrotny mistrz świata w tańcu integracyjnym.
Tańczy od lipca 1999. Obecną partnerką jest Dorota Janowska, poprzednią Monika Zawadzka. Jest zawodnikiem polskiego klubu tanecznego Swing-Duet.

## Zawody
- Mistrzostwo Malty, Malta 11–12.12.2004
- Mistrzostwo Świata, Tokio, Japonia 20–21.11.2004
- Puchar Polski, Ostrołęka Międzynarodowy Otwarty Puchar Polski 2004
- Puchar Świata, Holandia, Boxmeer  2004
- Mistrzostwo Polski, Warszawa  VIII Międzynarodowe Mistrzostwa Polski 20.03.2004
- Mistrzostwo Europy, Białoruś, Mińsk 1–2.11.2003
- Mistrzostwo Warszawy, Warszawa VI Otwarte Mistrzostwa Warszawy 27.09.2003
- Mistrzostwo Polski, Warszawa VII Międzynarodowe Mistrzostwa Polski 22.03.2003
- Mistrzostwo Świata, Warszawa 12–13.10.2002
- Mistrzostwo Rosji, St. Petersburg 2002
- Puchar Świata, Holandia, Boxmeer  2002
- Mistrzostwo Polski, Warszawa  VI Międzynarodowe Mistrzostwa Polski 9.03.2002